# Tiruchirapalli
Tiruchirappalli திருச்சிராப்பள்ளி pronunciationⓘ (cũng đọc là Tiruchchirapalli, thường được biết đến là Tiruchi hay Trichy திருச்சி trước đây cũng đọc Trichinopoly (dưới thời cai trị của Anh) là thành phố nổi tiếng thứ tư của bang Tamil Nadu của Ấn Độ (sau Chennai, Coimbatore, Madurai). Thành phố tọa lạc tại trung tâm của bang, bên hai bờ của sông Cauvery. Thành phố Trichy một Hội đồng thành phố và là trung tâm hành chính của quận Tiruchirapalli. Dân số năm 2007 của thành phố là 789.204 người.

Trichy vây quanh Srirangam, ngôi đền Vaishnavite bậc nhất và là ngôi đền đạo Hindu lớn nhất thế giới. Trichy cũng bao quanh "ThiruAnaikka" (ThiruvAnaikkaval), một trong năm nơi ở ("Panchaboodha Sthalam") của thần Shiva. ThiruvAnaikkaval là Nhà của Nước. Chandrasekhara Venkata Raman (Sir C.V. Raman) được sinh ra ở Thiruvanaikaval và ngôi nhà của ông đã được gìn giữ làm bảo tàng.
Tên gọi của thành phố này là "Tiruchirapalli", xuất phát từ một lời nói tỏ lòng kính trọng (thiru trong tiếng Tamil có nghĩa là được tôn trọng) đến một Jain nhà sư có tên "Chira". Lưu trữ ngày 25 tháng 6 năm 2011 tại Wayback Machine cũng có một sự tin tưởng rằng Tiruchirapalli đã được đặt tên theo con quỷ ba đầu "Trishira" (con trai của Ravana) kẻ đã sám hối tại ngôi đền Siva và đã nhận được ân huệ.
Cũng có một niềm tin nữa về nguồn gốc của tên gọi Trichy. Rõ ràng rằng tên gọi này đã bắt đầu là Thiru Javvandhipuram (Nơi có hoa Marigold; javvandhi, tên Tamil đặt cho loài hoa Marigold mọc nhiều ở trong và xung quanh khu vực này và từ puram đề cập đến nơi sinh sống) qua thời gian bị biến đổi âm thành Trichy.